# Una donna come me
Una donna come me (Don Juan ou Si Don Juan était une femme...) è un film del 1973 diretto da Roger Vadim.